# Pat McGibbon
Patrick Colm McGibbon (Lurgan, 6 settembre 1973) è un allenatore di calcio ed ex calciatore nordirlandese, di ruolo difensore.

## Palmarès

### Competizione nazionali
- Campionato inglese: 1

Manchester United: 1995-1996